# 우와지마역

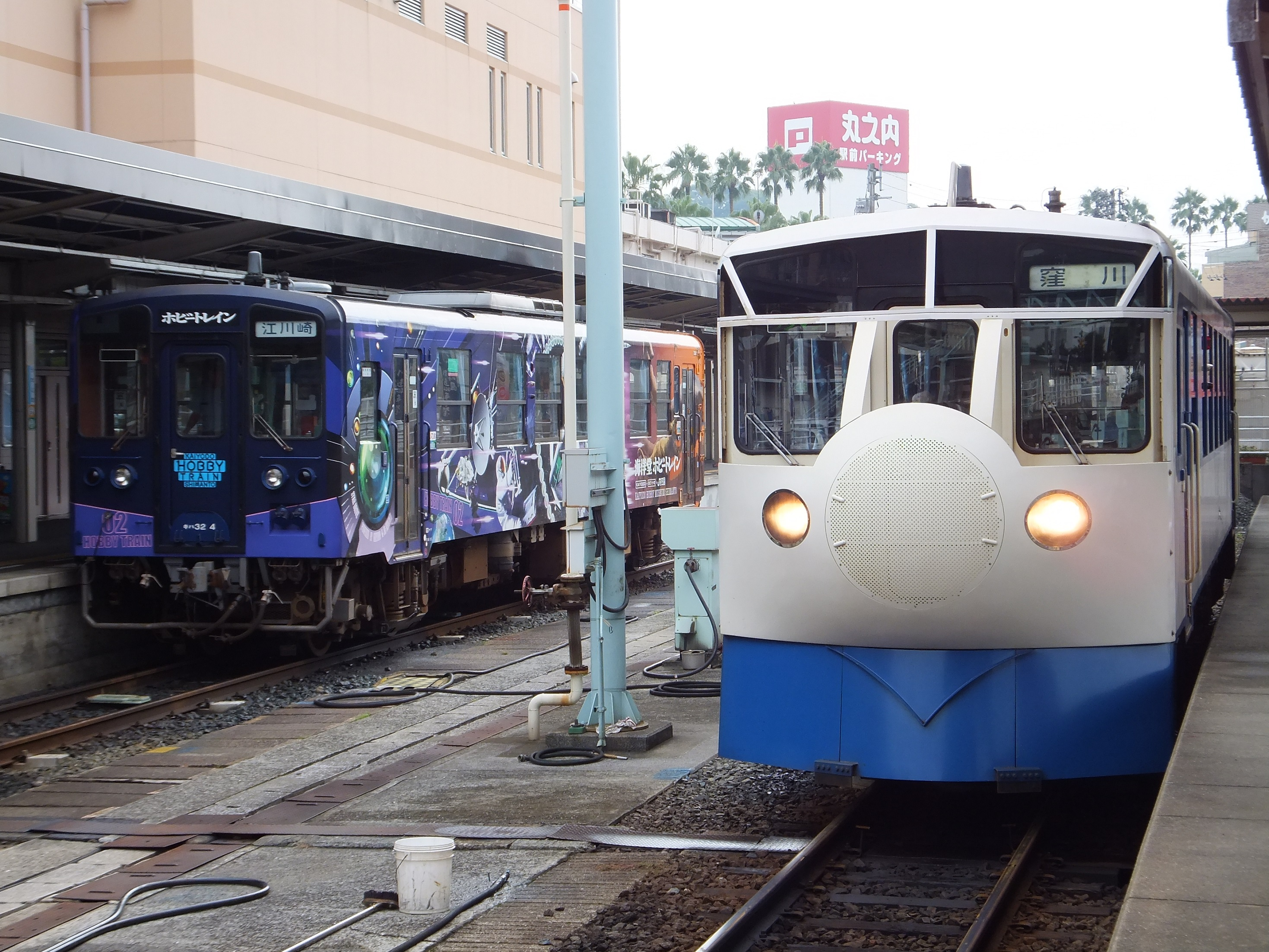
Hobby-trains

우와지마역(일본어: 宇和島駅 우와지마에키[*])은 일본 에히메현 우와지마시에 있는 시코쿠 여객철도 요산선의 역이다. 또한 이 역은 요도 선의 노선 등 2개 노선이 상호 운행되고 있다. 역 번호는 U28·G47이며, 단선 · 섬식의 형태를 합친 복합 구조의 철도 역사이다.

## 타는 곳
| 1     | ■ 요산 선 |  | 야와타하마 · 이요오즈 · 마쓰야마 · 다카마쓰 · 오카야마 방면 | (특급의 전체를 포함) |
| 2 · 3 | ■ 요산 선 |  | 야와타하마 · 이요오즈 · 마쓰야마 방면                       |                      |
| 2 · 3 | ■ 요도 선 |  | 지카나가 · 에카와사키 · 구보카와 방면                       |                      |

## 이용 현황
| 연도     | 하루 평균 승차 인원 |
| 2006년도 | 1,590               |
| -------- | ------------------- |

## 역 주변
- 호텔 클레멘트 우와지마
- 우와지마성
- 우와지마 시립 쓰다테 박물관
- 우와지마 시청

## 역사
- 1941년 7월 2일 : 우와지마 철도의 역으로서 개업.
- 1987년 4월 1일 : 민영화에 따라, 시코쿠 여객철도로 이관.

## 인접 정차역
| 시코쿠 여객철도 요산선            | 시코쿠 여객철도 요산선 | 시코쿠 여객철도 요산선 |
| --------------------------------- | ---------------------- | ---------------------- |
| U 27 기타우와지마 무카이바라 방면 | 요산 선 · 요도 선      | 시·종착역              |